# Cúp Algarve 2005
Cúp Algarve 2005 (tiếng Anh: Algarve Cup 2005), giải bóng đá giao hữu thường niên diễn ra tại Algarve, Bồ Đào Nha từ 9 đến 15 tháng 3 năm 2005. Hoa Kỳ là đội tuyển vô địch của giải.

## Thể thức
Tại vòng bảng, 12 đội được chia làm ba bảng. Bảng A và B gồm các đội cạnh tranh chức vô địch. Vòng phân hạng gồm sáu trận đấu: trận tranh hạng nhất giữa các đội đầu bảng, tranh hạng ba giữa các đội nhì bảng, tranh hạng năm giữa các đội thứ ba; đội nhất bảng C gặp đội cuối bảng có thành tích tốt hơn trong hai bảng A và B để tranh hạng bảy; đội nhì bảng C gặp đội cuối bảng còn lại để tranh hạng 9; đội hạng ba và tư bảng C gặp nhau tranh hạng 11.
- Giờ thi đấu là WET (UTC±0).

## Vòng bảng

### Bảng A
| Đội        | Tr | T | H | B | BT | BB | HS | Đ |
| ---------- | -- | - | - | - | -- | -- | -- | - |
| Đức        | 3  | 3 | 0 | 0 | 8  | 1  | +7 | 9 |
| Thụy Điển  | 3  | 1 | 1 | 1 | 4  | 3  | +1 | 4 |
| Na Uy      | 3  | 1 | 1 | 1 | 3  | 6  | −3 | 4 |
| Trung Quốc | 3  | 0 | 0 | 3 | 1  | 6  | −5 | 0 |

| Na Uy                  | 2-1 | Trung Quốc   |
| ---------------------- | --- | ------------ |
| Rønning 57' · Wiik 76' |     | Hàn Đoan 68' |

| Thụy Điển     | 1-2 | Đức                   |
| ------------- | --- | --------------------- |
| Johansson 68' |     | Smisek 6' · Prinz 77' |

| Trung Quốc | 0-2 | Thụy Điển                   |
| ---------- | --- | --------------------------- |
|            |     | Östberg 35' · Johansson 39' |

| Đức                                       | 4-0 | Na Uy |
| ----------------------------------------- | --- | ----- |
| Mittag 15' · Prinz 56', 58' · Pohlers 65' |     |       |

| Trung Quốc | 0-2 | Đức                         |
| ---------- | --- | --------------------------- |
|            |     | Smisek 18' · Wunderlich 80' |

| Thụy Điển | 1-1 | Na Uy        |
| --------- | --- | ------------ |
| Seger 18' |     | Kaufmann 84' |

### Bảng B
| Đội      | Tr | T | H | B | BT | BB | HS | Đ |
| -------- | -- | - | - | - | -- | -- | -- | - |
| Hoa Kỳ   | 3  | 3 | 0 | 0 | 8  | 0  | +8 | 9 |
| Pháp     | 3  | 2 | 0 | 1 | 4  | 3  | +1 | 6 |
| Đan Mạch | 3  | 1 | 0 | 2 | 5  | 7  | −2 | 3 |
| Phần Lan | 3  | 0 | 0 | 3 | 2  | 9  | −7 | 0 |

| Đan Mạch                                   | 4-1 | Phần Lan |
| ------------------------------------------ | --- | -------- |
| Hansen 27' · Nielsen 44', 51' · Jensen 68' |     |          |

| Pháp | 0-1     | Hoa Kỳ    |
| ---- | ------- | --------- |
|      | Báo cáo | Welsh 20' |

| Hoa Kỳ                      | 3-0     | Phần Lan |
| --------------------------- | ------- | -------- |
| Welsh 8', 41' · Wambach 52' | Báo cáo |          |

| Đan Mạch     | 1-2 | Pháp                            |
| ------------ | --- | ------------------------------- |
| Pedersen 18' |     | Pichon 16' (ph.đ.) · Diacre 90' |

| Hoa Kỳ                                  | 4-0     | Đan Mạch |
| --------------------------------------- | ------- | -------- |
| Lilly 6', 58' · Wambach 15' · Welsh 28' | Báo cáo |          |

| Phần Lan    | 1-2 | Pháp                    |
| ----------- | --- | ----------------------- |
| Mäkinen 29' |     | Pichon 51' · Dusang 85' |

### Bảng C
| Đội         | Tr | T | H | B | BT | BB | HS  | Đ |
| ----------- | -- | - | - | - | -- | -- | --- | - |
| Anh         | 3  | 3 | 0 | 0 | 13 | 0  | +13 | 9 |
| México      | 3  | 2 | 0 | 1 | 4  | 6  | −2  | 6 |
| Bắc Ireland | 3  | 1 | 0 | 2 | 2  | 7  | −5  | 3 |
| Bồ Đào Nha  | 3  | 0 | 0 | 3 | 2  | 8  | −6  | 0 |

| Anh                                        | 4-0 | Bắc Ireland |
| ------------------------------------------ | --- | ----------- |
| Carney 32' · Exley 53', 89' · McArthur 56' |     |             |

| Bồ Đào Nha      | 1-2     | México                              |
| --------------- | ------- | ----------------------------------- |
| Tânia Pinto 11' | Báo cáo | Leyva 52' · Leticia Villalpando 72' |

| Anh                                     | 4-0     | Bồ Đào Nha |
| --------------------------------------- | ------- | ---------- |
| Stoney 10' · Yankey 30', 90' · Barr 77' | Báo cáo |            |

| México                   | 2-0 | Bắc Ireland |
| ------------------------ | --- | ----------- |
| Pérez 23' · González 31' |     |             |

| Anh                                                     | 5-0 | México |
| ------------------------------------------------------- | --- | ------ |
| Williams 2', 68' · Handley 34' · Yankey 52' · Smith 78' |     |        |

| Bắc Ireland           | 2-1     | Bồ Đào Nha   |
| --------------------- | ------- | ------------ |
| Hall 18' · Hutton 25' | Báo cáo | Carneiro 38' |

## Vòng phân hạng

### Tranh hạng 11
| Bồ Đào Nha                                | 3-1     | Bắc Ireland  |
| ----------------------------------------- | ------- | ------------ |
| Paula Cristina 58' · Dani 82' · Couto 86' | Báo cáo | McFadden 39' |

### Tranh hạng 9
| Phần Lan          | 1-1 | México       |
| ----------------- | --- | ------------ |
| Levya 40' (l.n.)  |     | González 67' |
| Loạt sút luân lưu |     |              |
|                   | 5-6 |              |

### Tranh hạng bảy
| Trung Quốc        | 0-0 | Anh |
| ----------------- | --- | --- |
|                   |     |     |
| Loạt sút luân lưu |     |     |
|                   | 5-3 |     |

### Tranh hạng năm
| Na Uy                         | 2-1 | Đan Mạch     |
| ----------------------------- | --- | ------------ |
| Christensen 18' · Rønning 22' |     | Pedersen 13' |

### Tranh hạng ba
| Thụy Điển          | 2-3 | Pháp                                |
| ------------------ | --- | ----------------------------------- |
| Johansson 37', 64' |     | Georges 5' · Béghé 53' · Lattaf 79' |

### Chung kết
| Đức | 0-1     | Hoa Kỳ    |
| --- | ------- | --------- |
|     | Báo cáo | Welsh 23' |